# Пынзарь, Лидия Дмитриевна
Лидия Дмитриевна Пынзарь (Кэлкэй) (18.08.1932 — ?) — звеньевая колхоза «Грэничерул Советик» Единецкого района Молдавской ССР, Герой Социалистического Труда (23.06.1966).
Родилась 18.08.1932 в селе Брынзены, ныне Единецкий район Молдавии. Член КПСС с 1960 года.
С 1948 по 1950 год рядовая колхозница, с начала 1951 года звеньевая Брынзенской полеводческой бригады колхоза «Грэничерул советик» («Советский пограничник») (центральная усадьба село Старые Бэдражи). Начиная с 1953 года, получала урожаи зерна кукурузы свыше 70 ц/га. С 1957 года возглавляла комсомольско-молодёжное звено комплексной механизации.
В 1960 году её звено получило рекордный для Молдавии урожай кукурузы на зерно — 125 ц/га на площади 20 га. В переводе на кормовые единицы (включая стебли) это 180 центнеров кормовых единиц с гектара.
В следующем году, увеличив численность звена до 70 человек, для расширения площадей согласилась взять малоплодородные поля, на которых никогда не получали больше 20 ц/га. Их окультурили, правильно подобрали для них сорта и гибриды и получили хорошие результаты. За шесть лет (1962—1967) её звено собрало с гектара в среднем по 60 центнеров зерна кукурузы, а в 1968 году вырастило по 70 центнеров. Также её звено выращивало подсолнечник на семена, сахарную свёклу и табак.
В 1979 году указана, как помощник бригадира полеводческой бригады.
С 1989 года на пенсии.
Герой Социалистического Труда (23.06.1966). 
На момент награждения носила фамилию Пынзарь, в 1970-е годы указывалась как Лидия Кэлкэй или Пынзай-Кэлкэй.
Избиралась депутатом Верховного Совета Молдавской ССР 5-7 созывов.